# Ray Teal
Ray Teal (Grand Rapids, 12 gennaio 1902 – Santa Monica, 2 aprile 1976) è stato un attore statunitense.
Per il cinema inanellò dal 1937 al 1970 più di 250 partecipazioni mentre per il piccolo schermo diede vita a numerosi personaggi in oltre 80 produzioni dal 1953 al 1974. È stato accreditato anche con il nome Ray E. Teal.

## Biografia
Ray Teal nacque a Grand Rapids, in Michigan, il 12 gennaio 1902. Ex sassofonista e direttore musicale, cominciò la sua carriera di interprete alla fine degli anni trenta. La sua prima partecipazione, non accreditata, risale al film del 1937 Sweetheart of the Navy in cui interpreta in una breve scena proprio un direttore d'orchestra.
Per gli schermi televisivi interpretò, tra gli altri, il ruolo di Jim Teal in 11 episodi della serie televisiva Lassie dal 1956 al 1961 (più altri due episodi con altri ruoli nel 1967) e dello sceriffo Roy Coffee in 98 episodi della serie Bonanza dal 1960 al 1972. Dagli anni cinquanta alla fine degli anni 60 continuò a collezionare numerose presenze in decine di serie televisive come guest star o personaggio minore.
La sua carriera cinematografica vanta centinaia di presenze con varie interpretazioni in particolare in film del genere western per i quali spesso impersonò personaggi vili, impegnati in azioni criminali o deplorevoli, come tentativi di linciaggio o eliminazioni di indiani, a differenza dell'onesto sceriffo Coffee che interpreta in Bonanza, il suo ruolo più noto.
Terminò la carriera televisiva interpretando Elkstrom nell'episodio The Musical della serie Doris Day Show che fu mandato in onda il 18 marzo 1969. Per quanto riguarda le interpretazioni cinematografiche, l'ultima è quella nel film Chisum del 1970 in cui recita nel ruolo di Justice J.B. Wilson.
Morì a Santa Monica, in California, il 2 aprile 1976 a 74 anni e fu seppellito all'Holy Cross Cemetery di Culver City.

## Filmografia

### Cinema
- Sweetheart of the Navy, regia di Duncan Mansfield (1937)
- Radio Patrol, regia di Ford Beebe e Clifford Smith (1937)
- La maschera di Zorro (Zorro Rides Again), regia di John English e William Witney (1937)
- Give Me a Sailor, regia di Elliott Nugent (1938)
- Western Jamboree, regia di Ralph Staub (1938)
- Star Reporter, regia di Howard Bretherton (1939)
- Passaggio a Nord-Ovest (Northwest Passage), regia di King Vidor, Jack Conway e W. S. Van Dyke (1940)
- L'isola del diavolo (Strange Cargo), regia di Frank Borzage (1940)
- Viva Cisco Kid, regia di Norman Foster (1940)
- XXX Medico, regia di Basil Wrangell – cortometraggio (1940)
- Lo stalliere e la granduchessa (Florian), regia di Edwin L. Marin (1940)
- Luna nuova (New Moon), regia di Robert Z. Leonard (1940)
- Adventures of Red Ryder, regia di John English e William Witney (1940)
- Ti amo ancora (I Love You Again), regia di W. S. Van Dyke (1940)
- Prairie Schooners, regia di Sam Nelson (1940)
- Wapakoneta (Third Finger, Left Hand), regia di Robert Z. Leonard (1940)
- Cherokee Strip, regia di Lesley Selander (1940)
- The Trail Blazers, regia di George Sherman (1940)
- Eldorado (Melody Ranch), regia di Joseph Santley (1940)
- American Spoken Here, regia di Basil Wrangell – cortometraggio (1940)
- Pony Post, regia di Ray Taylor (1940)
- La valle dei forti (Trail of the Vigilantes), regia di Allan Dwan (1940)
- The Green Hornet Strikes Again!, regia di Ford Beebe e John Rawlins (1940)
- Kitty Foyle, ragazza innamorata (Kitty Foyle), regia di Sam Wood (1940)
- Outlaws of the Panhandle, regia di Sam Nelson (1941)
- Le fanciulle delle follie (Ziegfeld Girl), regia di Robert Z. Leonard e Busby Berkeley (1941)
- Terra selvaggia (Billy the Kid), regia di David Miller (1941)
- Avventura a Bombay (They Met in Bombay), regia di Clarence Brown (1941)
- Il sergente York (Sergeant York), regia di Howard Hawks (1941)
- Se mi vuoi sposami (Honky Tonk), regia di Jack Conway (1941)
- La storia del generale Custer (They Died with Their Boots On), regia di Raoul Walsh (1941)
- L'ombra dell'uomo ombra (Shadow of the Thin Man), regia di W. S. Van Dyke (1941)
- Unholy Partners, regia di Mervyn LeRoy (1941)
- Don Winslow of the Navy, regia di Ford Beebe e Ray Taylor (1942)
- The Bugle Sounds, regia di Sylvan Simon (1942)
- Nazi Agent, regia di Jules Dassin (1942)
- Il cavaliere della vendetta (Wild Bill Hickok Rides), regia di Ray Enright (1942)
- La donna del giorno (Woman of the Year), regia di George Stevens (1942)
- Captain Midnight, regia di James W. Horne (1942)
- Follia scatenata (Fingers at the Window), regia di Charles Lederer (1942)
- Il terrore di Chicago (The Big Shot), regia di Lewis Seiler (1942)
- Calling Dr. Gillespie, regia di Harold S. Bucquet (1942)
- Escape from Crime, regia di D. Ross Lederman (1942)
- Secret Enemies, regia di Benjamin Stoloff (1942)
- Overland Mail, regia di Ford Beebe e John Rawlins (1942)
- Apache Trail, regia di Richard Thorpe (1942)
- Northwest Rangers, regia di Joseph M. Newman (1942)
- Tennessee Johnson, regia di William Dieterle (1942)
- The Youngest Profession, regia di Edward Buzzell (1943)
- Prairie Chickens, regia di Hal Roach Jr. (1943)
- La fortuna è bionda (Slightly Dangerous), regia di Wesley Ruggles (1943)
- She Has What It Takes, regia di Charles Barton (1943)
- A Gentle Gangster, regia di Phil Rosen (1943)
- L'incubo del passato (Crime Doctor), regia di Michael Gordon (1943)
- Ode to Victory, regia di Edward L. Cahn – cortometraggio (1943)
- La parata delle stelle (Thousands Cheer), regia di George Sidney (1943)
- Dangerous Blondes, regia di Leigh Jason (1943)
- The Chance of a Lifetime, regia di William Castle (1943)
- Fuoco a oriente (The North Star), regia di Lewis Milestone (1943)
- The Heat's On, regia di Gregory Ratoff (1943)
- Madame Curie, regia di Mervyn LeRoy (1943)
- L'angelo perduto (Lost Angel), regia di Roy Rowland (1943)
- Whistling in Brooklyn, regia di Sylvan Simon (1943)
- Nessuno sfuggirà (None Shall Escape), regia di André De Toth (1944)
- Song of Russia, regia di Gregory Ratoff (1944)
- See Here, Private Hargrove, regia di Wesley Ruggles (1944)
- Main Street Today, regia di Edward L. Cahn – cortometraggio (1944)
- L'ottava meraviglia (Once Upon a Time), regia di Alexander Hall (1944)
- Bellezze al bagno (Bathing Beauty), regia di George Sidney (1944)
- U-Boat Prisoner, regia di Lew Landers (1944)
- Raiders of Ghost City, regia di Lewis D. Collins e Ray Taylor (1944)
- La nave senza nome (Wing and a Prayer), regia di Henry Hathaway (1944)
- Comando segreto (Secret Command), regia di A. Edward Sutherland (1944)
- Maisie Goes to Reno, regia di Harry Beaumont (1944)
- The Soul of a Monster, regia di Will Jason (1944)
- Cry of the Werewolf, regia di Henry Levin (1944)
- Strange Affair, regia di Alfred E. Green (1944)
- L'uomo venuto da lontano (An American Romance), regia di King Vidor (1944)
- The Missing Juror, regia di Budd Boetticher (1944)
- Il pirata e la principessa (The Princess and the Pirate), regia di David Butler (1944)
- Sempre nei guai (Nothing But Trouble), regia di Sam Taylor (1944)
- Ho baciato una stella (Hollywood Canteen), regia di Delmer Daves (1944)
- Gentle Annie, regia di Andrew Marton (1944)
- L'uomo ombra torna a casa (The Thin Man Goes Home), regia di Richard Thorpe (1945)
- Main Street After Dark, regia di Edward L. Cahn (1945)
- Dinamite bionda (Keep Your Powder Dry), regia di Edward Buzzell (1945)
- La schiava del Sudan (Sudan), regia di John Rawlins (1945)
- L'ora di New York (The Clock), regia di Vincente Minnelli (1945)
- Circumstantial Evidence, regia di John Francis Larkin (1945)
- Il cavallino d'oro (Diamond Horseshoe), regia di George Seaton (1945)
- Gli eroi del Pacifico (Back to Bataan), regia di Edward Dmytryk (1945)
- L'uomo meraviglia (Wonder Man), regia di H. Bruce Humberstone (1945)
- Il magnifico avventuriero (Along Came Jones), regia di Stuart Heisler (1945)
- Due marinai e una ragazza (Canta che ti passa) (Anchors Aweigh), regia di George Sidney (1945)
- Ziegfeld Follies, regia collettiva (1945)
- Chango (Shady Lady), regia di George Waggner (1945)
- Un'arma nella sua mano (A Gun in His Hand), regia di Joseph Losey – cortometraggio (1945)
- Don't Fence Me In, regia di John English (1945)
- Snafu, regia di Jack Moss (1945)
- Capitan Kidd (Captain Kidd), regia di Rowland V. Lee (1945)
- Avventura (Adventure), regia di Victor Fleming (1945)
- Film Tactics, regia anonima – cortometraggio (1945)
- Il cavaliere mascherato (The Fighting Guardsman), regia di Henry Levin (1946)
- Il figlio di Robin Hood (The Bandit of Sherwood Forest), regia di Henry Levin (1946)
- Le ragazze di Harvey (The Harvey Girls), regia di George Sidney (1946)
- Una lettera per Eva (A Letter for Evie), regia di Jules Dassin (1946)
- Blonde Alibi, regia di Will Jason (1946)
- Anche oggi è primavera (The Runaround), regia di Charles Lamont (1946)
- Dangerous Business, regia di D. Ross Lederman (1946)
- Deadline for Murder, regia di James Tinling (1946)
- Strange Voyage, regia di Irving Allen (1946)
- I conquistatori (Canyon Passage), regia di Jacques Tourneur (1946)
- The Missing Lady, regia di Phil Karlson (1946)
- Inganno (Decoy), regia di Jack Bernhard (1946)
- Three Wise Fools, regia di Edward Buzzell (1946)
- Venere peccatrice (The Strange Woman), regia di Edgar G. Ulmer (1946)
- La fortuna è femmina (Lady Luck), regia di Edwin L. Marin (1946)
- I migliori anni della nostra vita (The Best Years of Our Lives), regia di William Wyler (1946)
- Nuvole passeggere (Till the Clouds Roll By), regia di Richard Whorf (1946)
- Solo chi cade può risorgere (Dead Reckoning), regia di John Cromwell (1947)
- Il mare d'erba (The Sea of Grass), regia di Elia Kazan (1947)
- La donna di fuoco (Ramrod), regia di André De Toth (1947)
- I briganti (Michigan Kid), regia di Ray Taylor (1947)
- The Scooper Dooper, regia di Edward Bernds – cortometraggio (1947)
- Una donna in cerca di brividi (Undercover Maisie), regia di Harry Beaumont (1947)
- Notte senza fine (Pursued), regia di Raoul Walsh (1947)
- La mia brunetta preferita (My Favorite Brunette), regia di Elliott Nugent (1947)
- La disperata notte (The Long Night), regia di Anatole Litvak (1947)
- Notte di bivacco (Cheyenne), regia di Raoul Walsh (1947)
- Champagne for Two, regia di Mel Epstein – cortometraggio (1947)
- Il prigioniero di Fort Ross (Northwest Outpost), regia di Allan Dwan (1947)
- Forza bruta (Brute Force), regia di Jules Dassin (1947)
- Furia nel deserto (Desert Fury), regia di Lewis Allen (1947)
- Disperato amore (Deep Valley), regia di Jean Negulesco (1947)
- Fiore selvaggio (Driftwood), regia di Allan Dwan (1947)
- Gli invincibili (Unconquered), regia di Cecil B. DeMille (1947)
- Louisiana, regia di Phil Karlson (1947)
- Texas selvaggio (The Fabulous Texan), regia di Edward Ludwig (1947)
- Roses Are Red, regia di James Tinling (1947)
- Avventura in Brasile (Road to Rio), regia di Norman Z. McLeod (1947)
- La muraglia delle tenebre (High Wall), regia di Curtis Bernhardt (1947)
- The Peanut Man, regia di Tony Paton (1947)
- Pugno di ferro (Killer McCoy), regia di Roy Rowland (1947)
- Spade insanguinate (The Swordsman), regia di Joseph H. Lewis (1948)
- Dietro la maschera (Black Bart), regia di George Sherman (1948)
- Tenth Avenue Angel, regia di Roy Rowland (1948)
- La donna senza amore (The Mating of Millie), regia di Henry Levin (1948)
- Il miracolo delle campane (The Miracle of the Bells), regia di Irving Pichel (1948)
- La freccia nera (The Black Arrow), regia di Gordon Douglas (1948)
- L'assalto (Fury at Furnace Creek), regia di H. Bruce Humberstone (1948)
- Schiavo della furia (Raw Deal), regia di Anthony Mann (1948)
- L'impronta dell'assassino (I Wouldn't Be in Your Shoes), regia di William Nigh (1948)
- Azzardo (Hazard), regia di George Marshall (1948)
- Daredevils of the Clouds, regia di George Blair (1948)
- Tropical Masquerade, regia di Alvin Ganzer – cortometraggio (1948)
- La grande minaccia (Walk a Crooked Mile), regia di Gordon Douglas (1948)
- Black Eagle, regia di Robert Gordon (1948)
- La fossa dei serpenti (The Snake Pit), regia di Anatole Litvak (1948)
- I quattro rivali (Road House), regia di Jean Negulesco (1948)
- Giovanna d'Arco (Joan of Arc), regia di Victor Fleming (1948)
- La contessa di Montecristo (The Countess of Monte Cristo), regia di Frederick de Cordova (1948)
- Il delitto del giudice (An Act of Murder), regia di Michael Gordon (1948)
- Smith il taciturno (Whispering Smith), regia di Leslie Fenton (1948)
- Una domenica pomeriggio (One Sunday Afternoon), regia di Raoul Walsh (1948)
- Non si può continuare ad uccidere (The Man from Colorado), regia di Henry Levin (1948)
- Gioventù spavalda (Bad Boy), regia di Kurt Neumann (1949)
- I cavalieri dell'onore (Streets of Laredo), regia di Leslie Fenton (1949)
- Quando torna primavera (It Happens Every Spring), regia di Lloyd Bacon (1949)
- Kazan, regia di Will Jason (1949)
- Il grande Gatsby (The Great Gatsby), regia di Elliott Nugent (1949)
- Purificazione (Mr. Soft Touch), regia di Gordon Douglas e Henry Levin (1949)
- La mano deforme (Scene of the Crime), regia di Roy Rowland (1949)
- Blondie Hits the Jackpot, regia di Edward Bernds (1949)
- Gli ultimi giorni di uno scapolo (Once More, My Darling), regia di Robert Montgomery (1949)
- Rusty's Birthday, regia di Seymour Friedman (1949)
- Dora bambola bionda! (Oh, You Beautiful Doll), regia di John M. Stahl (1949)
- Sansone e Dalila (Samson and Delilah), regia di Cecil B. DeMille (1949)
- Hello Out There, regia di James Whale – cortometraggio (1949)
- Rocce rosse (Davy Crockett, Indian Scout), regia di Lew Landers (1950)
- L'imboscata (Ambush), regia di Sam Wood (1950)
- La sanguinaria (Deadly Is the Female), regia di Joseph H. Lewis (1950)
- Bill il sanguinario (The Kid from Texas), regia di Kurt Neumann (1950)
- Sabbie mobili (Quicksand), regia di Irving Pichel (1950)
- Harbor of Missing Men, regia di R.G. Springsteen (1950)
- Giungla d'asfalto (The Asphalt Jungle), regia di John Huston (1950)
- Winchester '73, regia di Anthony Mann (1950)
- Il mio corpo ti appartiene (The Men), regia di Fred Zinnemann (1950)
- Noi che ci amiamo (Our Very Own), regia di David Miller (1950)
- La porta dell'inferno (Edge of Doom), regia di Mark Robson (1950)
- Uomo bianco, tu vivrai! (No Way Out), regia di Joseph L. Mankiewicz (1950)
- Ogni anno una ragazza (The Petty Girl), regia di Henry Levin (1950)
- When You're Smiling, regia di Joseph Santley (1950)
- Condannato! (Convicted), regia di Henry Levin (1950)
- Una rosa bianca per Giulia (Where Danger Lives), regia di John Farrow (1950)
- Il segreto del carcerato (Southside 1-1000), regia di Boris Ingster (1950)
- Return to Faith, regia anonima – cortometraggio (1950)
- Uniti nella vendetta (The Great Missouri Raid), regia di Gordon Douglas (1951)
- I lancieri del Dakota (Oh! Susanna), regia di Joseph Kane (1951)
- Il messaggio del rinnegato (The Redhead and the Cowboy), regia di Leslie Fenton (1951)
- Sabbie rosse (Along the Great Divide), regia di Raoul Walsh (1951)
- Home Town Story, regia di Arthur Pierson (1951)
- La dinastia dell'odio (Lorna Doone), regia di Phil Karlson (1951)
- L'asso nella manica (Ace in the Hole), regia di Billy Wilder (1951)
- L'ultima sfida (Fort Worth), regia di Edwin L. Marin (1951)
- Il segreto del lago (The Secret of Convict Lake), regia di Michael Gordon (1951)
- Gli uomini perdonano (Tomorrow Is Another Day), regia di Felix E. Feist (1951)
- Sentiero di guerra (Warpath), regia di Byron Haskin (1951)
- Tamburi lontani (Distant Drums), regia di Raoul Walsh (1951)
- Inferno bianco (The Wild North), regia di Andrew Marton (1952)
- La cavalcata dei diavoli rossi (Flaming Feather), regia di Ray Enright (1952)
- La città prigioniera (The Captive City), regia di Robert Wise (1952)
- Fulmine nero (The Lion and the Horse), regia di Louis King (1952)
- Il caporale Sam (Jumping Jacks), regia di Norman Taurog (1952)
- Gli occhi che non sorrisero (Carrie), regia di William Wyler (1952)
- Cattle Town, regia di Noel M. Smith (1952)
- La regina dei desperados (Montana Belle), regia di Allan Dwan (1952)
- Furore sulla città (The Turning Point), regia di William Dieterle (1952)
- Il nodo del carnefice (Hangman's Knot), regia di Roy Huggins (1952)
- Terra bruciata (Ambush at Tomahawk Gap), regia di Fred F. Sears (1953)
- Il selvaggio (The Wild One), regia di László Benedek (1953)
- L'invasore bianco (The Command), regia di David Butler (1954)
- Un pizzico di fortuna (Lucky Me), regia di Jack Donohue (1954)
- Addio signora Leslie (About Mrs. Leslie), regia di Daniel Mann (1954)
- Senza scampo (Rogue Cop), regia di Roy Rowland (1954)
- L'agente speciale Pinkerton (Rage at Dawn), regia di Tim Whelan (1955)
- Duello a Bitter Ridge (The Man from Bitter Ridge), regia di Jack Arnold (1955)
- All'ombra del patibolo (Run for Cover), regia di Nicholas Ray (1955)
- La valanga degli uomini rossi (Apache Ambush), regia di Fred F. Sears (1955)
- Ore disperate (The Desperate Hours), regia di William Wyler (1955)
- Il cacciatore di indiani (The Indian Fighter), regia di André De Toth (1955)
- Canyon River, regia di Harmon Jones (1956)
- Le colline bruciano (The Burning Hills), regia di Stuart Heisler (1956)
- La valle dei delitti (The Young Guns), regia di Albert Band (1956)
- Il pistolero dell'Utah (Utah Blaine), regia di Fred F. Sears (1957)
- La città minata (The Big Caper), regia di Robert Stevens (1957)
- La corriera fantasma (The Phantom Stagecoach), regia di Ray Nazarro (1957)
- Il forte delle amazzoni (The Guns of Fort Petticoat), regia di George Marshall (1957)
- Petrolio rosso (The Oklahoman), regia di Francis D. Lyon (1957)
- La banda degli angeli (Band of Angels), regia di Raoul Walsh (1957)
- The Wayward Girl, regia di Lesley Selander (1957)
- Decisione al tramonto (Decision at Sundown), regia di Budd Boetticher (1957)
- I pionieri del West (The Tall Stranger), regia di Thomas Carr (1957)
- Lo sperone insanguinato (Saddle the Wind), regia di Robert Parrish (1958)
- Il sentiero della violenza (Gunman's Walk), regia di Phil Karlson (1958)
- Testimone oculare (Girl on the Run), regia di Richard L. Bare (1958)
- A casa dopo l'uragano (Home from the Hill), regia di Vincente Minnelli (1960)
- ...e l'uomo creò Satana (Inherit the Wind), regia di Stanley Kramer (1960)
- La squadra infernale (Posse from Hell), regia di Herbert Coleman (1961)
- Un professore fra le nuvole (The Absent Minded Professor), regia di Robert Stevenson (1961)
- I due volti della vendetta (One-Eyed Jacks), regia di Marlon Brando (1961)
- Ada Dallas (Ada), regia di Daniel Mann (1961)
- Vincitori e vinti (Judgment at Nuremberg), regia di Stanley Kramer (1961)
- Una ragazza chiamata Tamiko (A Girl Named Tamiko), regia di John Sturges (1962)
- Il vendicatore del Texas (Cattle King), regia di Tay Garnett (1963)
- Una pallottola per un fuorilegge (Bullet for a Badman), regia di R.G. Springsteen (1964)
- Taggart - 5000 dollari vivo o morto (Taggart), regia di R.G. Springsteen (1964)
- Il silenzio si paga con la vita (The Liberation of L.B. Jones), regia di William Wyler (1970)
- Chisum, regia di Andrew V. McLaglen (1970)

### Televisione
- Your Jeweler's Showcase – serie TV, episodi 1x11-1x19 (1953)
- Where's Raymond? – serie TV, episodio 1x12 (1953)
- Our Miss Brooks – serie TV, episodio 3x04 (1954)
- Studio 57 – serie TV, episodio 1x10 (1954)
- Waterfront – serie TV, episodio 1x12 (1954)
- Public Defender – serie TV, episodio 2x27 (1955)
- The George Burns and Gracie Allen Show – serie TV, episodio 5x36 (1955)
- Il cavaliere solitario (The Lone Ranger) – serie TV, 4 episodi (1950-1955)
- Lux Video Theatre – serie TV, episodio 6x04 (1955)
- Frontier – serie TV, episodio 1x09 (1955)
- Screen Directors Playhouse – serie TV, episodio 1x20 (1956)
- Chevron Hall of Stars – serie TV, 1 episodio (1956)
- The Adventures of Jim Bowie – serie TV, episodio 1x04 (1956)
- Crossroads – serie TV, 6 episodi (1956)
- Schlitz Playhouse of Stars – serie TV, episodi 4x54-6x12 (1955-1956)
- Cavalcade of America – serie TV, episodi 2x07-4x22-5x12 (1953-1956)
- Wire Service – serie TV, episodio 1x13 (1957)
- Corky, il ragazzo del circo (Circus Boy) – serie TV, episodio 1x16 (1957)
- The 20th Century-Fox Hour – serie TV, episodi 1x03-2x10 (1955-1957)
- Conflict – serie TV, episodio 1x13 (1957)
- Panico (Panic!) – serie TV, episodio 1x02 (1957)
- The Millionaire – serie TV, episodio 3x34 (1957)
- Telephone Time – serie TV, episodio 3x03 (1957)
- Casey Jones – serie TV, episodio 1x03 (1957)
- Broken Arrow – serie TV, episodi 1x07-2x09 (1956-1957)
- Zorro – serie TV, episodio 1x16 (1958)
- The Frank Sinatra Show – serie TV, episodio 1x19 (1958)
- The Restless Gun – serie TV, episodi 1x19-1x26 (1958)
- Man Without a Gun – serie TV, episodio 1x19 (1958)
- Meet McGraw – serie TV, episodio 1x39 (1958)
- Gunsmoke – serie TV, episodio 3x37 (1958)
- The Californians – serie TV, episodi 1x36-2x08 (1958)
- The Adventures of Ozzie and Harriet – serie TV, episodio 7x08 (1958)
- Cimarron City – serie TV, episodio 1x07 (1958)
- Trackdown – serie TV, episodi 1x10-2x14 (1957-1958)
- Ricercato vivo o morto (Wanted: Dead or Alive) – serie TV, episodio 1x14 (1958)
- The Texan – serie TV, episodio 1x11 (1958)
- Tales of Wells Fargo – serie TV, episodi 1x10-2x25-3x37 (1957-1959)
- Westinghouse Desilu Playhouse – serie TV, episodi 1x11-1x25 (1959)
- Markham – serie TV, episodio 1x17 (1959)
- Laramie – serie TV, episodio 1x02 (1959)
- General Electric Theater – serie TV, episodio 8x06 (1959)
- The Rifleman – serie TV, episodio 2x06 (1959)
- Bronco – serie TV, episodi 1x11-2x06 (1959)
- The Alaskans – serie TV, episodio 1x11 (1959)
- Men Into Space – serie TV, episodio 1x13 (1959)
- Colt .45 – serie TV, episodi 3x06-3x28 (1959-1960)
- Bat Masterson – serie TV, episodi 2x03-3x02 (1959-1960)
- La valle dell'oro (Klondike) – serie TV, episodio 1x01 (1960)
- Thriller – serie TV, episodio 1x07 (1960)
- Shotgun Slade – serie TV, episodio 2x10 (1960)
- Avventure lungo il fiume (Riverboat) – serie TV, episodio 2x12 (1960)
- The Americans – serie TV, episodio 1x01 (1961)
- The Case of the Dangerous Robin – serie TV, episodio 1x21 (1961)
- Lawman – serie TV, episodio 3x34 (1961)
- The Real McCoys – serie TV, episodio 5x09 (1961)
- Alfred Hitchcock presenta (Alfred Hitchcock Presents) – serie TV, 8 episodi (1955-1961)
- Ripcord – serie TV, episodio 1x11 (1961)
- Bus Stop – serie TV, episodio 1x19 (1962)
- Route 66 – serie TV, episodio 2x18 (1962)
- Dennis the Menace – serie TV, episodio 3x19 (1962)
- 87ª squadra (87th Precinct) – serie TV, episodio 1x25 (1962)
- Carovane verso il West (Wagon Train) – serie TV, episodi 1x05-3x09-5x28 (1957-1962)
- Maverick – serie TV, 5 episodi (1957-1962)
- Everglades – serie TV, episodi 1x30-1x33 (1962)
- Empire – serie TV, episodio 1x08 (1962)
- Cheyenne – serie TV, 5 episodi (1955-1962)
- The Wide Country – serie TV, 4 episodi (1962-1963)
- Ai confini della realtà (The Twilight Zone) – serie TV, episodio 4x09 (1963)
- Il fuggiasco (The Fugitive) – serie TV, episodio 1x02 (1963)
- Perry Mason – serie TV, episodio 7x02 (1963)
- Gli uomini della prateria (Rawhide) – serie TV, episodi 4x03-6x09 (1961-1963)
- Indirizzo permanente (77 Sunset Strip) – serie TV, episodi 1x01-1x05-6x13 (1958-1963)
- The Lieutenant – serie TV, episodio 1x16 (1964)
- Gli inafferrabili (The Rogues) – serie TV, episodio 1x07 (1964)
- Profiles in Courage – serie TV, episodio 1x19 (1965)
- Strega per amore (I Dream of Jeannie) – serie TV, episodio 1x23 (1966)
- La fattoria dei giorni felici (Green Acres) – serie TV, episodio 2x03 (1966)
- The Monroes – serie TV, episodio 1x12 (1966)
- Lassie – serie TV, 13 episodi (1956-1967)
- Doris Day Show (The Doris Day Show) – serie TV, episodio 1x22 (1969)
- Hacksaw, regia di Larry Lansburgh – film TV (1971)
- Disneyland – serie TV, 14 episodi (1960-1971)
- Bonanza – serie TV, 99 episodi (1960-1972)
- The Hanged Man, regia di Michael Caffey – film TV (1974)